# Institut de Pathologie Senckenberg
L'Institut de Pathologie Senckenberg (allemand : Dr. Senckenbergisches Institut für Pathologie  ou Senckenbergisches Pathologisches Institut), anciennement connu sous le nom d'Institut de pathologie anatomique de la Fondation Senckenberg, est un institut pathologique de l'Université Goethe de Francfort.

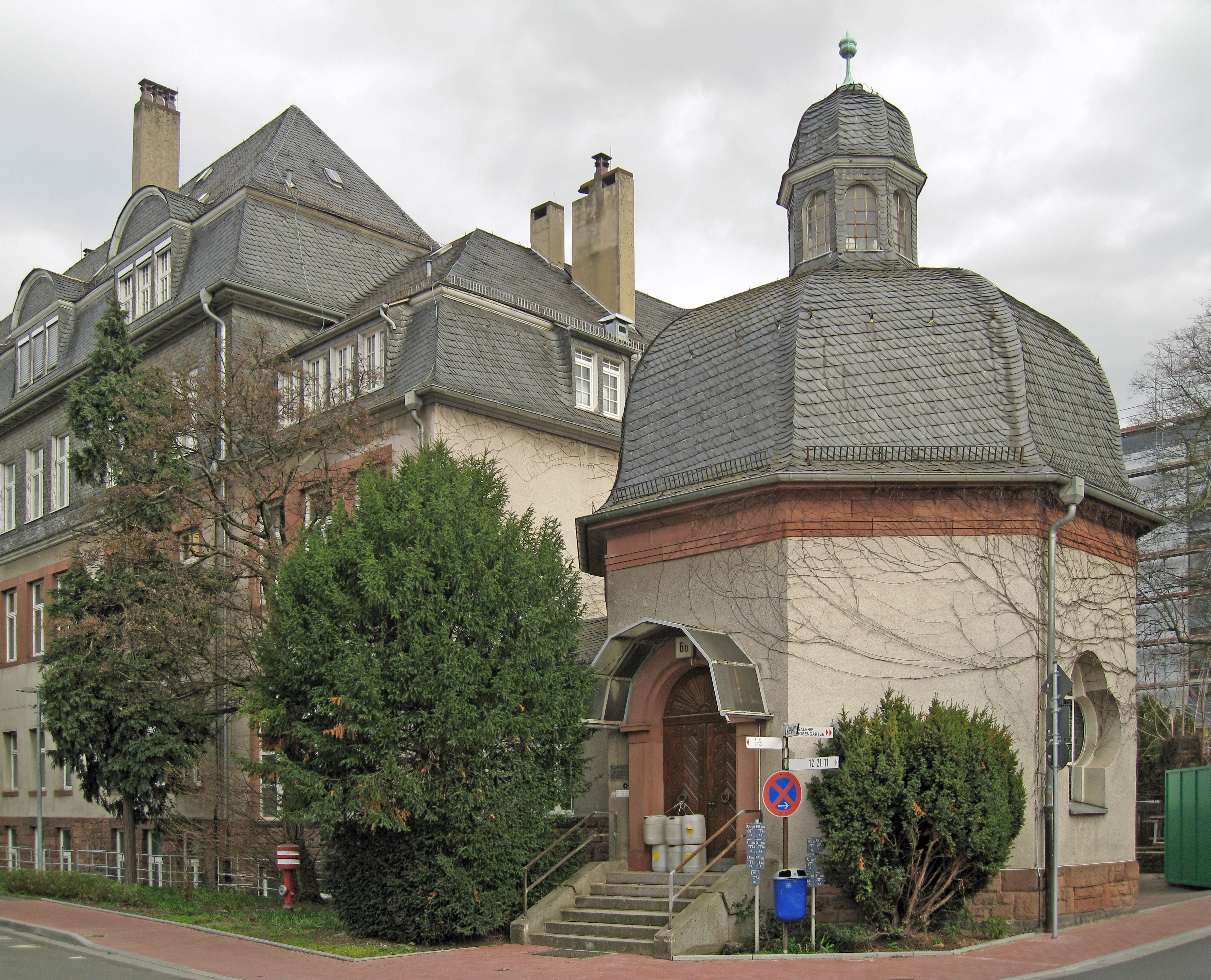
L'Institut de pathologie Senckenberg, avec la chapelle de l'hôpital à droite

Il a été fondé en 1763 par Johann Christian Senckenberg sous le nom de Theatrum Anatomicum, dans le cadre de la Fondation Senckenberg.
En 1914, l'institut a été intégré à l'Université Goethe de Francfort.

## Directeurs
- Karl-Weigert 1885-1904
- Eugène Albrecht 1904-1908
- Bernhard Fischer-Wasels 1908–1941
- Arnold Lauche 1943–1959
- Wolfgang Rotter 1960–1978
- Martin-Léo Hansmann

## Personnalités liées
Le professeur de pathologie Philipp Schwartz y a travaillé de 1919 jusqu'en 1933.
Le docteur Joseph Berberich y a travaillé de 1920 à 1924.